# Suka Dame (Kutalimbaru)
Suka Dame is een bestuurslaag in het regentschap Deli Serdang van de provincie Noord-Sumatra, Indonesië. Suka Dame telt 2441 inwoners (volkstelling 2010).